# Crustacés
Sous-embranchement
Classes de rang inférieur
- Branchiopoda
- Cephalocarida
- Malacostraca
- Maxillopoda
- Ostracoda
- Remipedia

Les Crustacés (Crustacea) sont un sous-embranchement des Arthropodes. Ce sont des animaux dont le corps est revêtu d’un exosquelette chitinoprotéique appelé exocuticule et souvent imprégné de carbonate de calcium. Cette forme de carapace est plus ou moins rigide, sauf en certaines zones qui demeurent souples et permettent l’articulation des différentes parties du corps ainsi que des appendices et autorisent les mouvements. Cette cuticule (à ne pas confondre avec la carapace, voir plus bas) constitue un squelette externe peu extensible qui rend nécessaire le recours à des mues pour réaliser la croissance linéaire. Leur étude s'appelle la carcinologie (à ne pas confondre avec le sens médical donné aussi à ce mot, alors synonyme d'oncologie). Autrefois le terme de « crustacéologie » était aussi utilisé.
Plus de 60 000 espèces actuelles de Crustacés sont décrites en 2025, mais les carcinologues en estiment le nombre réel à dix fois plus, voire cent. Elles ont des formes sont aussi diverses que celle d’une balane, d'un copépode, d’un cloporte ou d’un homard, et des tailles variant de l’échelle millimétrique des petites formes planctoniques comme les copépodes à celles du plus grand arthropode terrestre, le Crabe de cocotier (presque 1 m, pattes étendues), ou celle du plus grand arthropode vivant, le Crabe-araignée géant du Japon (presque 4 m d’envergure). Par ailleurs, le krill antarctique représente probablement la plus forte biomasse animale de la planète, estimée à 500 millions de tonnes.
La plupart des espèces sont aquatiques (marines ou dulçaquicoles), quelques-unes mènent une vie partiellement ou totalement terrestre (comme les cloportes, des isopodes). On compte dans leurs rangs de nombreuses espèces parasites comme les « poux » qui s'accrochent à la peau de diverses espèces de poissons ou les sacculines qui parasitent d'autres crustacés à l'intérieur de leur exosquelette.
Ce groupe est paraphylétique car, contrairement aux Pancrustacés, il exclut les hexapodes.

## Origine du nom
Le nom crustacé, dérivé du latin crusta (« croûte ») en référence à la carapace des crabes, apparaît pour la première fois dans les ouvrages des naturalistes français Pierre Belon (1551 et 1555) et Guillaume Rondelet (1554 et 1555). La première validation scientifique du terme est faite par le zoologiste danois Morten Thrane Brünnich en 1772, qui introduit le nom scientifique Crustacea.

## Anatomie
La terminologie se rapportant aux Crustacés est passablement compliquée et certains termes ont des acceptions différentes selon les taxons, les auteurs ou les époques.
Le corps des Crustacés est constitué essentiellement d’éléments répétitifs, les métamères, somites ou segments, en avant et à l’arrière desquels on trouve respectivement l’acron et le telson (ou « segment anal »), qui ne sont généralement pas considérés comme d’authentiques métamères. Les métamères eux-mêmes sont associés en unités fonctionnelles qui constituent les différentes parties du corps ou tagmes. De l’avant vers l’arrière ces tagmes sont :
- la tête ou céphalon ;
- le thorax ou péréion ;
- l'abdomen ou pléon.

Chaque somite porte, en principe, une paire d’appendices.

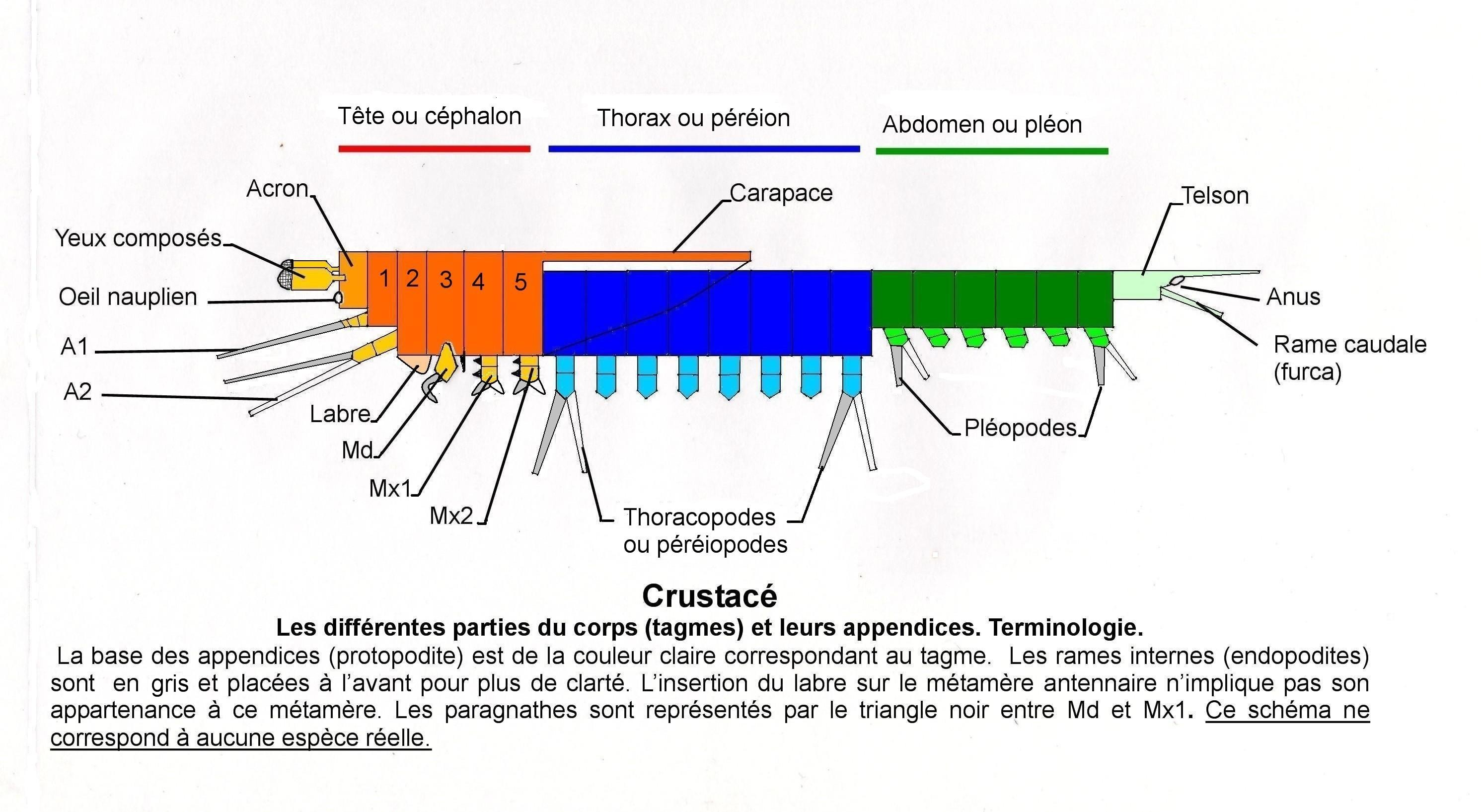
Crustacé. Les différentes parties du corps (tagmes) et leurs appendices

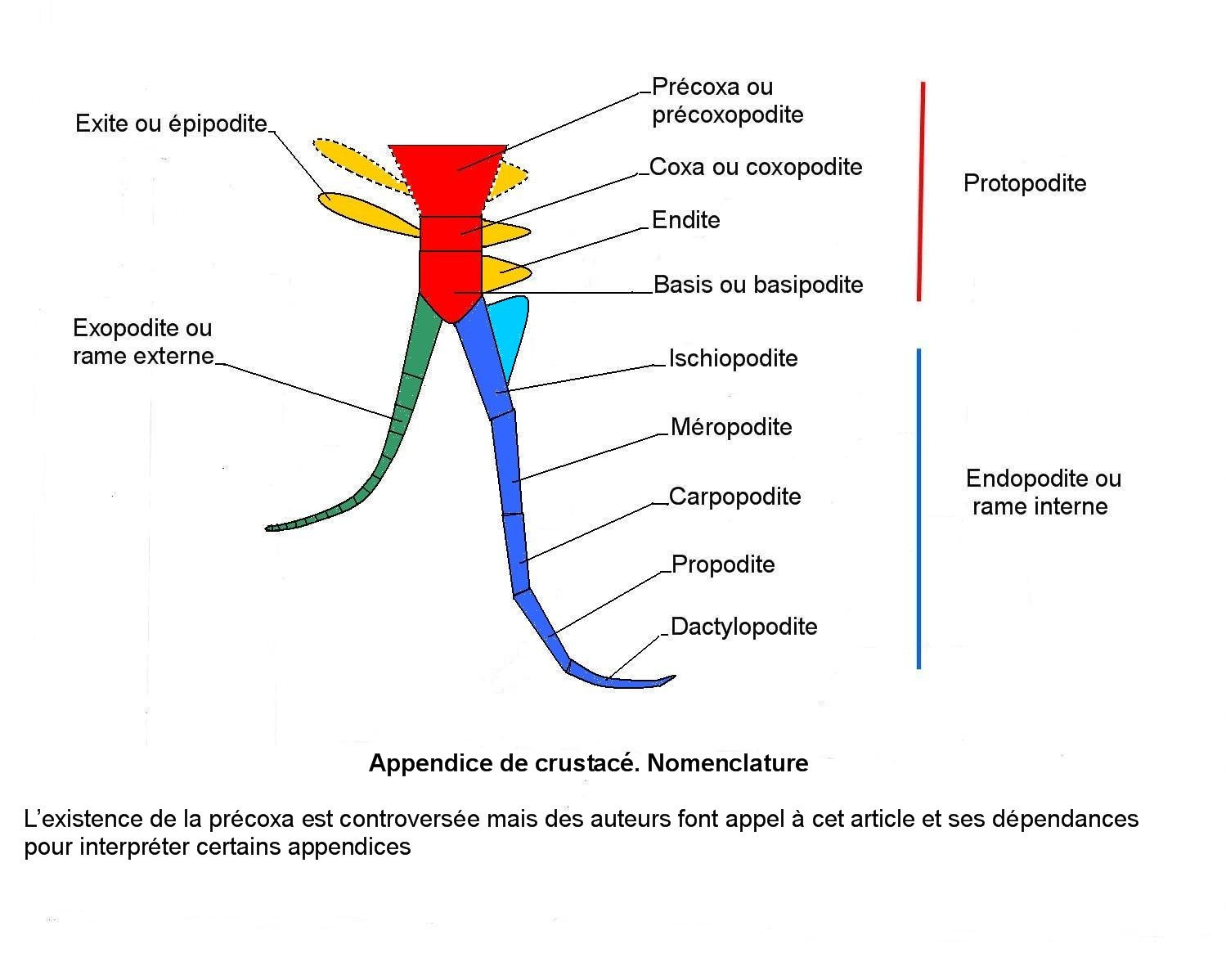
Crustacé. Appendice, nomenclature des différentes parties

### Appendices
Ils assurent des fonctions diverses (de locomotion — nage ou marche —, de capture de la nourriture, de perception de l’environnement, de respiration, d’accouplement, etc.) qui déterminent des adaptations morphologiques extrêmement variées malgré lesquelles on peut y retrouver des éléments structuraux constants.
Ils se composent d’une base de deux articles : la coxa (« hanche »), ou coxopodite, insérée latéralement ou ventralement sur le corps à laquelle fait suite le basis ou basipodite sur lequel s’articulent deux rames, l’une externe ou exopodite, composée d’un nombre indéterminé d’articles, l’autre interne ou endopodite composée typiquement de 5 articles : l’ischiopodite, le méropodite le carpopodite, le propodite et le dactylopodite terminal.
Ces appendices peuvent en outre porter des expansions : du côté externe, les exites ou épipodites et du côté interne, les endites. Ces derniers constituent notamment les gnathobases, parties masticatrices des appendices buccaux. Les deux articles de la base constituent le protopodite de l’appendice. On y inclut parfois un article proximal par rapport aux deux premiers : la précoxa qui aurait été plus ou moins complètement incorporée à la paroi du corps.

### Tête (céphalon)
La tête, ou céphalon (du grec ancien κεφαλή / kephalế, « tête ») incorpore l’acron, porteur des yeux : l’œil médian ou œil nauplien unique et les yeux pairs, généralement composés, sessiles ou pédonculés. S’y ajoutent 5 métamères dont la présence est caractéristique de la tête des crustacés, ce sont :
- l'antennulaire, porteur de la première paire d’antennes, les antennules (A1) ;
- l'antennaire, porteur de la deuxième paire d’antennes (A2) ;
- le mandibulaire muni des mandibules (Md) ;
- le maxillulaire muni des maxillules (Mx1) ;
- le maxillaire, muni des maxilles (Mx2).

Les mandibules sont situées de part et d’autre de la bouche qui est entourée d’autre part du labre (labrum), impair, à l’avant et des paragnathes (labium), pairs, en retrait, à l’arrière des mandibules. Labre et paragnathes ne sont pas considérés comme des appendices, il ne leur correspond aucun somite.
Les appendices céphaliques ont des fonctions sensorielles (A1, A2 principalement), masticatrices (Md, Mx1, Mx2 surtout) mais aussi locomotrices dans certains cas.
Très fréquemment la partie dorso-latérale de la tête émet vers l’arrière un repli plus ou moins étendu, la carapace, qui recouvre et éventuellement se soude à la partie dorsale du thorax. De cette fusion naît le céphalothorax, cependant lorsqu’un seul thoracomère est concerné (Amphipodes, et nombreux Isopodes par exemple) il est souvent considéré comme faisant partie de la « tête ».
En arrière de la tête, se trouve le tronc, généralement divisé en deux tagmes.

### Thorax (péréion)
Les somites du thorax, ou péréion (du grec ancien πέράίόω : se transporter au-delà de, traverser. Idée de mouvement, locomotion), sont appelés thoracomères ou péréionites et les appendices, les thoracopodes ou péréiopodes. Les fonctions de ces derniers sont diverses, ils sont souvent impliqués dans la locomotion sur le fond pour les espèces benthiques. Des thoracomères peuvent fusionner avec le céphalon (phénomène appelé « céphalisation ») dans ce cas leurs appendices peuvent se transformer en maxillipèdes (= pattes mâchoires). On tend à réserver le nom de péréiopodes aux thoracopodes qui n’ont pas subi cette transformation. Ces péréiopodes sont parfois appelés « pattes marcheuses », mais ils ne participent pas nécessairement à cette fonction. Les orifices génitaux (gonopores) mâles sont fréquemment situés sur le dernier thoracomère.

### Abdomen (pléon)

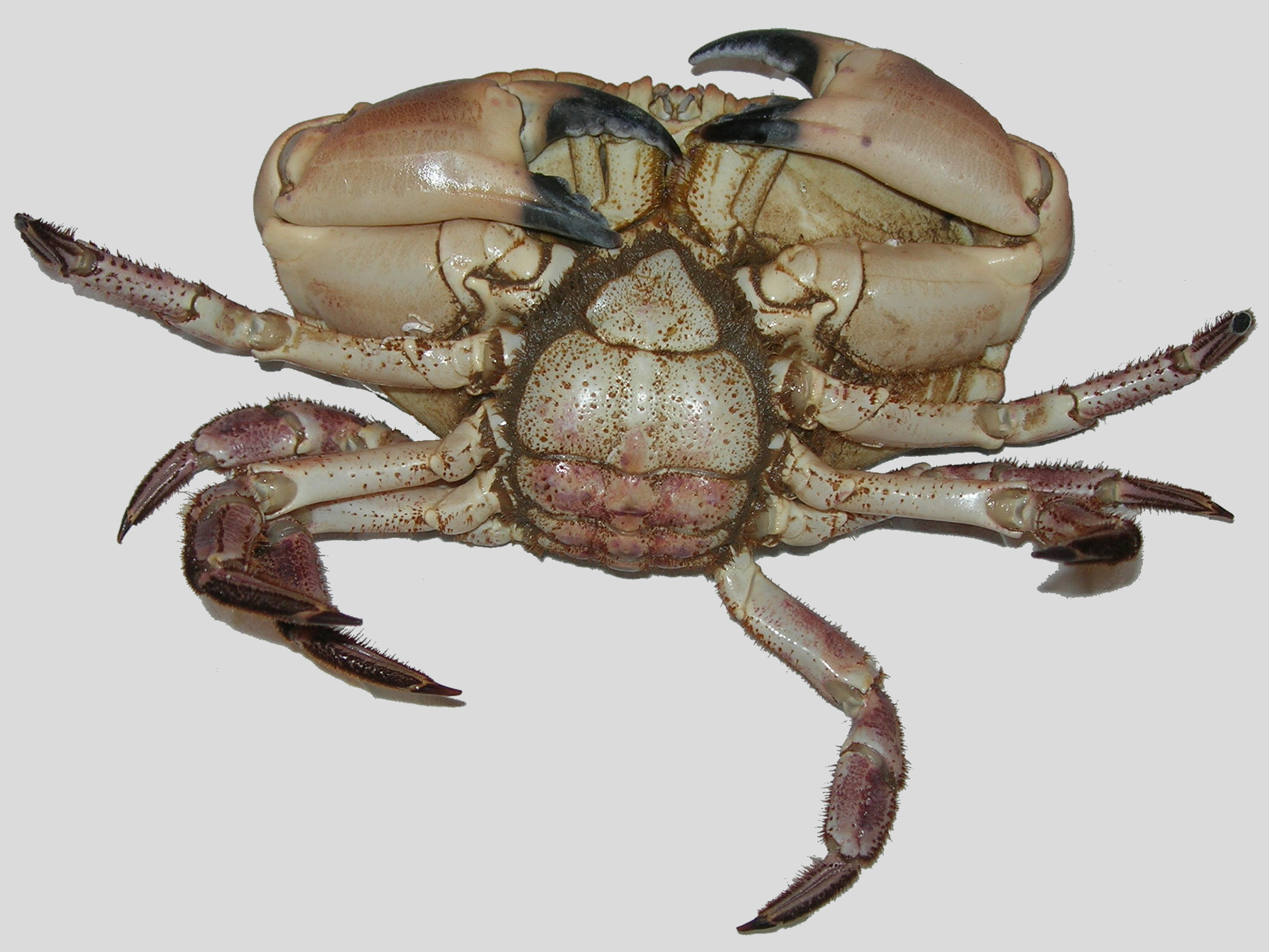
Au plan morphologique, les Crustacés sont caractérisés par la présence d'un tégument appelé cuticule qui présente divers degrés de sclérification de la procuticule. Lorsque l'exocuticule domine, le tégument induré se présente sous forme de zones sclérifiées qui assurent une protection et un support solide où ancrer les muscles (sclérites, unités élémentaires de l'exosquelette chitineux ; pièces buccales, pinces). Lorsque la mésocuticule souple domine, le tégument est élastique (membranes au creux des articulations, constituées de chitine blanche quasi-pure, et assurant la mobilité des différents segments).

L'abdomen, ou pléon (du grec πλέω / pléô, « naviguer, voguer ». Idée de déplacement sur l’eau) chez les Malacostracés, est généralement plus étroit que le thorax et pourvu d’appendices moins développés. Les métamères sont appelés pléomères ou pléonites, les appendices, les pléopodes. Cependant la dernière paire (voire les 3 dernières, chez les Amphipodes) est fréquemment appelée uropode.
Ces appendices ne sont jamais marcheurs, ils peuvent être natatoires, respiratoires, porteurs des œufs, modifiés en vue de la fécondation, etc.
Le telson ou segment anal (les deux termes ne sont pas rigoureusement synonymes !) prolonge l’abdomen, il porte l’anus et parfois deux éléments allongés, plus ou moins cylindriques, les rames caudales qui constituent la furca.
En résumé, parmi les Arthropodes actuels, les Crustacés se caractérisent notamment par :
- au moins cinq paires de pattes ;
- des appendices biramés (la rame externe, ou exopodite, peut disparaître) ;
- deux paires d’antennes (A1 et A2) ;
- un céphalon à 5 métamères (portant les appendices A1, A2, Md, Mx1 et Mx2) ;
- la larve nauplius (libre ou identifiable au cours du développement embryonnaire).

### Système nerveux
Il est organisé en ganglions correspondant aux différents métamères mais susceptibles de fusionner (une seule masse pour les ganglions allant de la mandibule au dernier pléonite chez les crabes). Il peut présenter des différentiations ayant un rôle endocrine.

### Appareil circulatoire
Il comporte un élément moteur, le cœur, dorsal, d’où partent des artères se ramifiant en artérioles. Celles-ci débouchent sur des espaces non ou mal délimités (des lacunes ou des sinus) d’où le liquide circulant (hémolymphe) est ramené au cœur. Ce système est dit « ouvert ». Cependant, chez les Cirripèdes et même chez certains crabes il serait, au moins partiellement, clos.

### Excrétion
Des reins sont présents dans le métamère antennaire (Malacostracés) et dans le métamère maxillaire (autres groupes). La fonction excrétrice de ces organes n’est pas toujours bien établie. Ils peuvent avoir des fonctions osmo ou ionorégulatrices. Quant à l’excrétion azotée elle peut s’accomplir au niveau des branchies par exemple.

## Mode de vie

### Respiration
Elle se fait de manière plus ou moins diffuse par la surface du corps des petites espèces à tégument mince, ou bien elle siège dans des organes spécialisés comme des branchies situées soit sur le thorax soit sur l’abdomen, des « poumons » chez des décapodes terrestres ou des pseudotrachées chez des Isopodes terrestres. Les branchies sont situées dans la cavité branchiale, et on a une extension du tégument du céphalothorax, le branchiostégite. Les branchies sont soit lamellaires, soit filamenteuses, et permettent grâce à la mâchoire numéro 2, la maxille, des mouvements d'eau de l'arrière vers l'avant[réf. souhaitée].

### Alimentation
De nombreux crustacés, petits ou grands sont carnivores, soit prédateurs actifs soit charognards (crabes, homards, crevettes). Parmi les espèces peu mobiles ou fixes on trouve essentiellement des animaux filtreurs, microphages, comme les balanes ou les porcellanes (Décapodes) par exemple et à cette catégorie se rattachent aussi les Euphausiacés. Quelques espèces ont un régime à dominante phytophage comme le crabe de cocotier. Nombreuses sont les espèces parasites, externes ou internes, d’autres animaux, poissons et Crustacés notamment[réf. nécessaire].

### Sexualité
La reproduction se fait toujours par voie sexuée. Certaines espèces sont hermaphrodites (nombreux Cirripèdes), mais généralement les sexes sont séparés, ce qui s’accompagne d’un dimorphisme plus ou moins marqué. On recense enfin des cas d’hermaphrodisme protandrique, par exemple chez la crevette du Nord Pandalus borealis.

### Larves
La larve primitive caractéristique de crustacé est la larve nauplius, planctonique munie de 3 paires d’appendices natatoires : A1, A2, et Md. L’éclosion est susceptible d'intervenir dans un état plus avancé (larve Zoé par exemple, fréquente chez les Décapodes). ou bien le développement peut être direct. Par ailleurs, le développement peut avoir un caractère progressif (addition de métamères et d’appendices : développement anamorphique) ou être marqué par des transformations morphologiques de grande ampleur s'accomplissant en une seule mue (développement « métamorphique »).
Chez les cirripèdes le stade lécithotrophique larvaire final est la larve cypris.

## Classification

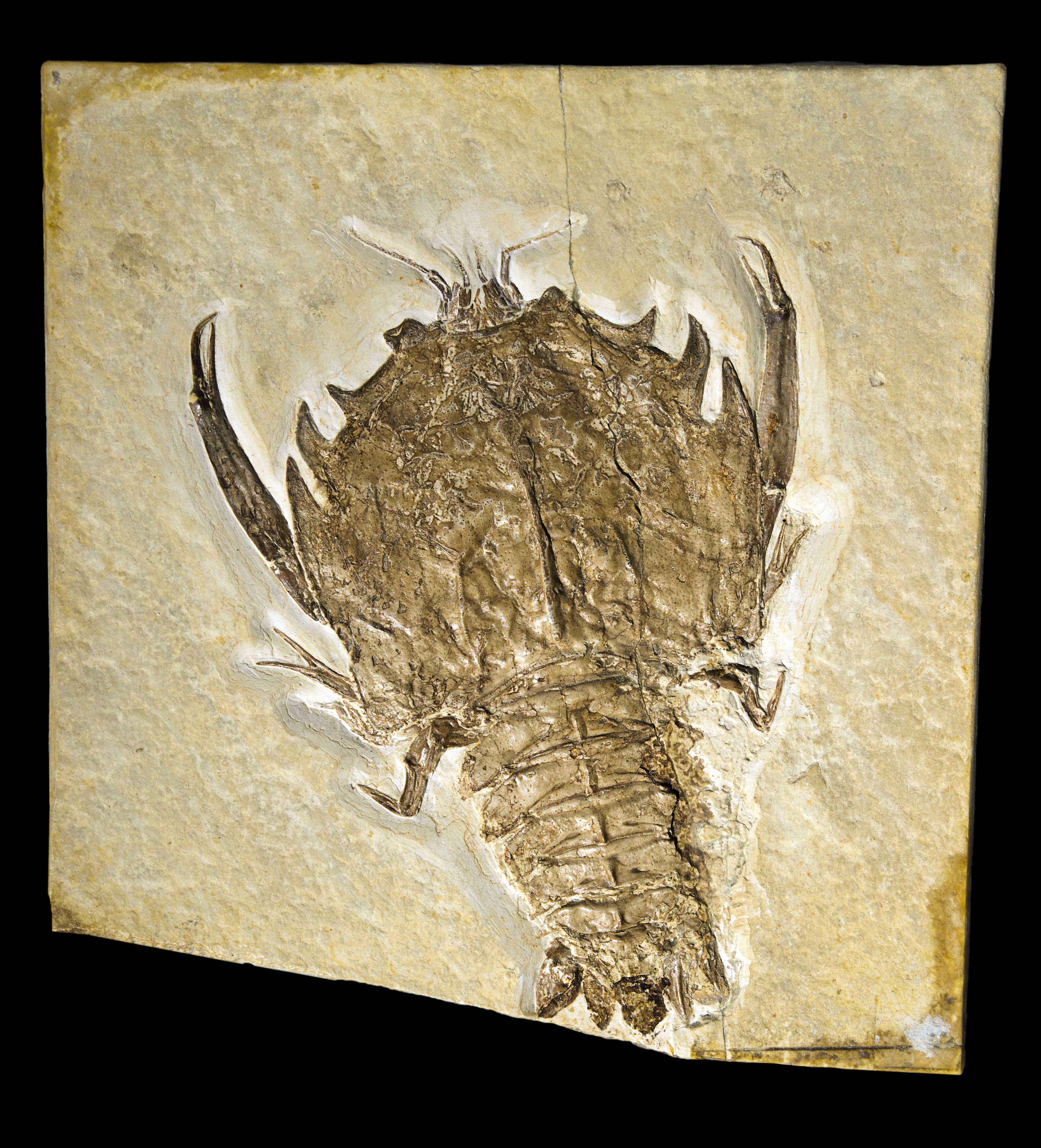
Le crustacé Eryon cuvieri du Tithonien de Solnhofen (de -150,8 ± 4 à -145,5 ± 4 millions d'années), à morphologie intermédiaire entre les crabes et les langoustes ou homards.

### Histoire scientifique
Les Crustacés comprenant de nombreuses espèces comestibles, ce groupe est connu et étudié depuis la nuit des temps sur tous les continents.
L'une des plus anciennes sources occidentales est l'Histoire des animaux d'Aristote, où celui-ci définit le groupe des « malakostraka », les Crustacés, dont il décrit 17 espèces (il les sépare des arthropodes terrestres, « entoma »),.
À partir de l'époque moderne, plusieurs grands carcinologistes ont fait avancer la discipline : Louis Jean-Marie Daubenton (1716 – 1799), auteur de l'article « crustacées » (et de la plupart des articles liés) de l’Encyclopédie (1751), Jean-Baptiste de Lamarck (1744 – 1829), fondateur de la zoologie moderne avec son Histoire naturelle des animaux sans vertèbres (1815-1822), Georges Cuvier (1769 – 1832), fondateur de l'anatomie comparée dans Le règne animal distribué d'après son organisation qui systématisa la classification du vivant issue de Linné, Constantine Samuel Rafinesque (1783 – 1840), descripteur de très nombreux taxons majeurs, Charles Darwin (1809 – 1882), qui outre son travail sur l'évolution produisit d'importants travaux sur les cirripèdes, Henri Milne Edwards (1800 - 1885), auteur d'une monographie historique, l'Histoire naturelle des Crustacés (1834-1840) qui nomma 1400 espèces et 350 genres, le fils de ce dernier Alphonse Milne-Edwards (1836 - 1900), directeur du Muséum national d'histoire naturelle, ou encore James Dwight Dana (1813 – 1895), auteur d'un célèbre Report on the Crustacea (1853-1855).
Le terme « carcinologie », qui désigne l'étude spécifique des Crustacés (même si l'étymologie du mot le limiterait à tort aux seuls crabes), est apparu en français dans les années 1840, et est toujours d'usage actuellement dans le milieu scientifique.

### Systématique
Martin et Davis (2001) proposent une mise à jour de la classification des Crustacés. En soulignant les difficultés de la tâche, ils présentent de manière critique, les nouveaux outils disponibles pour l’accomplir : analyse cladistique, systématique moléculaire, génétique, morphologie du sperme, morphologie larvaire et fossiles.
Considérant les Crustacés comme un subphylum des arthropodes (phylum) ils y distinguent 6 groupes ayant rang de classe : les branchiopodes, les rémipèdes, les céphalocarides, les maxillopodes, les ostracodes et les malacostracés dont ils indiquent la composition jusqu’au niveau de la famille. Le caractère artificiel du groupe des maxillopodes notamment est souligné.
| Classes des Crustacés selon Martin & Davis (2001) : - Branchiopoda Latreille, 1817 (à ne pas confondre avec brachiopoda) ___ - Cephalocarida Sanders, 1955 - Malacostraca Latreille, 1802 - Maxillopoda Dahl, 1956 - Ostracoda Latreille, 1802 - Remipedia Yager, 1981 | Selon World Register of Marine Species (19 février 2024) : - super-classe Allotriocarida Oakley, Wolf, Lindgren & Zaharoff, 2013 - classe Branchiopoda Latreille, 1817 - sous-classe Phyllopoda Preuss, 1951 -- triops et daphnies - sous-classe Sarsostraca Tasch, 1969 -- artémies - classe Cephalocarida Sanders, 1955 -- Cephalocarides - classe Hexapoda Yager, 1981 - sous-classe Collembola Lubbock, 1870 -- collemboles - sous-classe Entognatha Stummer-Traunfels, 1891 -- para-collemboles - sous-classe Insecta Linnaeus, 1758 -- insectes - classe Remipedia Yager, 1981 -- Rémipèdes - super-classe Multicrustacea Regier, Shultz, Zwick, Hussey, Ball, Wetzer, Martin & Cunningham, 2010 - classe Copepoda Milne Edwards, 1840 -- Copépodes - classe Malacostraca Latreille, 1802 -- La plupart des gros crustacés marins (crabes, crevettes, langoustes...) - classe Tantulocarida Boxshall & Lincoln, 1983 -- crustacés parasites - classe Thecostraca Gruvel, 1905 -- Balanes, anatifes et autres crustacés sessiles - super-classe Oligostraca Zrzavý, Hypša & Vlášková, 1997 - classe Ichthyostraca Zrzavý, Hypša & Vlášková, 1997 -- crustacés parasites - classe Ostracoda Latreille, 1802 -- Ostracodes - ordre Mystacocaridida Pennak & Zinn, 1943 -- Mystacocarides |

Le World Register of Marine Species considère le groupe des Crustacea comme « paraphylétique mais utile », et continue donc à l'accepter malgré son invalidité probable.
La position des Crustacés sur l'arbre phylogénétique par rapport aux hexapodes et aux myriapodes est en effet discutée. Un taxon des Pancrustacea, réputé monophylétique, a été proposé comme alternative à la classification traditionnelle : les Crustacés et peut-être les hexapodes y seraient paraphylétiques, ces derniers étant apparus à plusieurs reprises au sein des précédents.[pas clair]

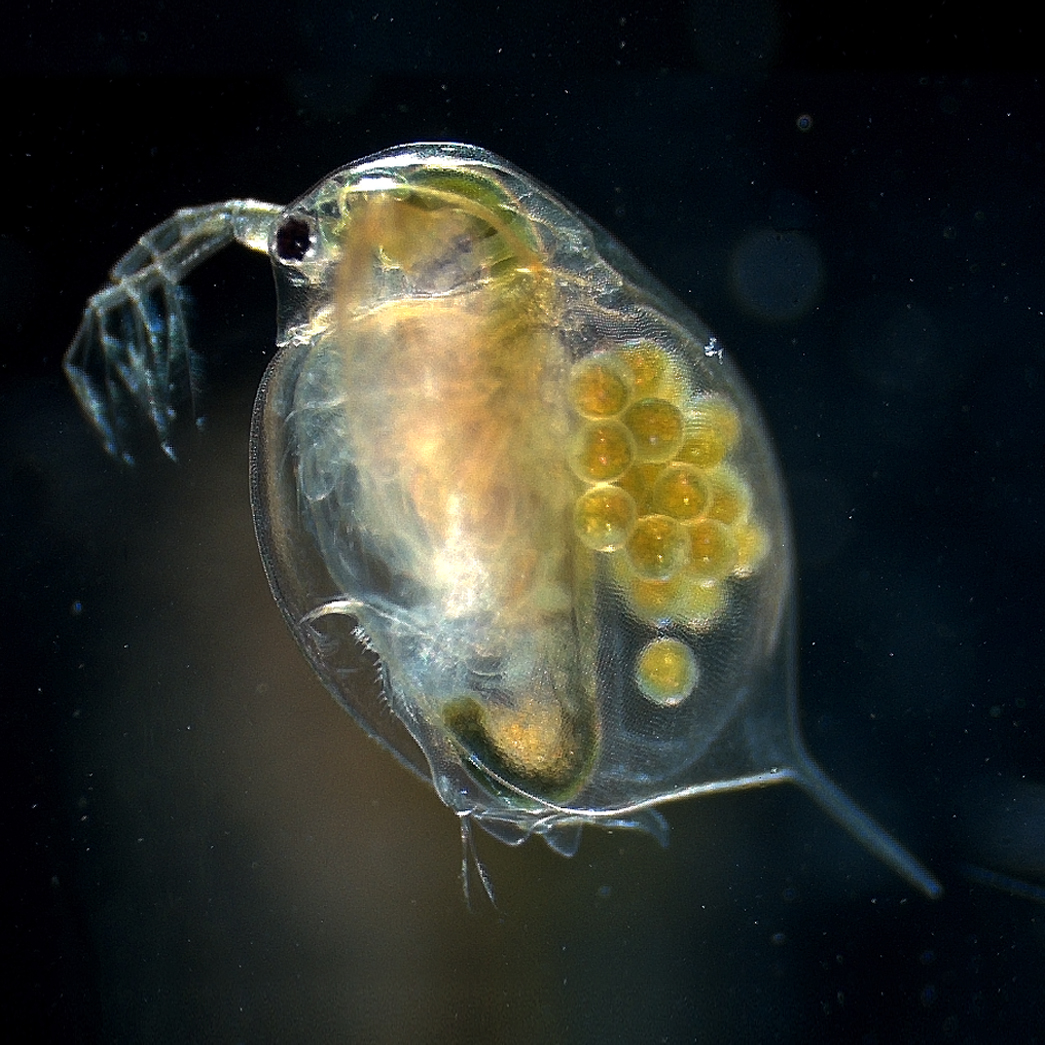
Daphnia magna, une daphnie (Branchiopoda, Phyllopoda)
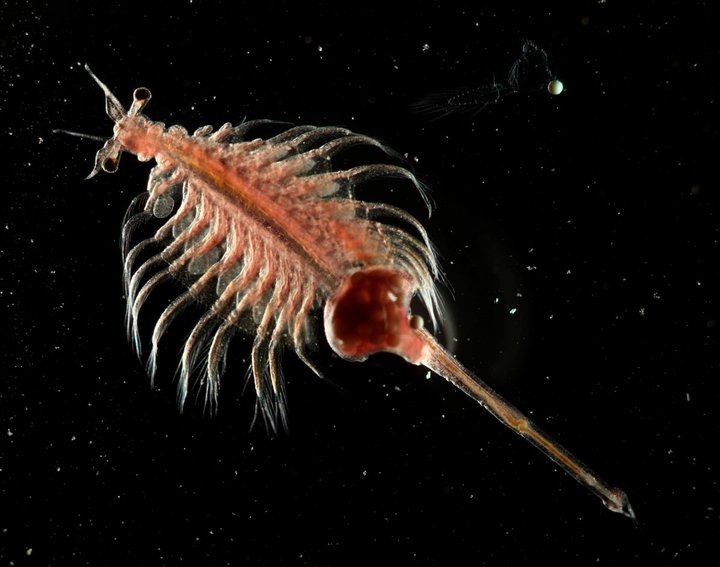
Artemia parthenogenetica, une artémie (Branchiopoda, Sarsostraca)
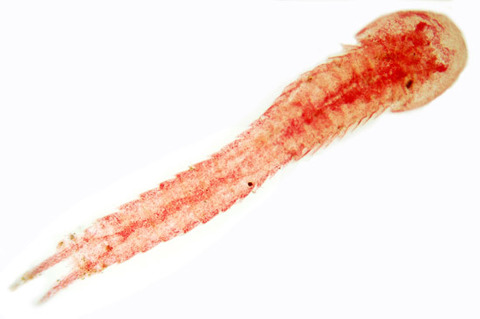
Hutchinsoniella macracantha, un céphalocaride (Cephalocarida)
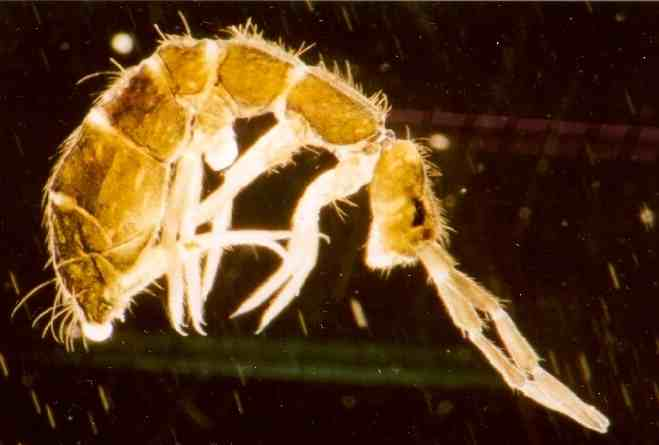
Isotoma habitus, une collembole (Collembola)
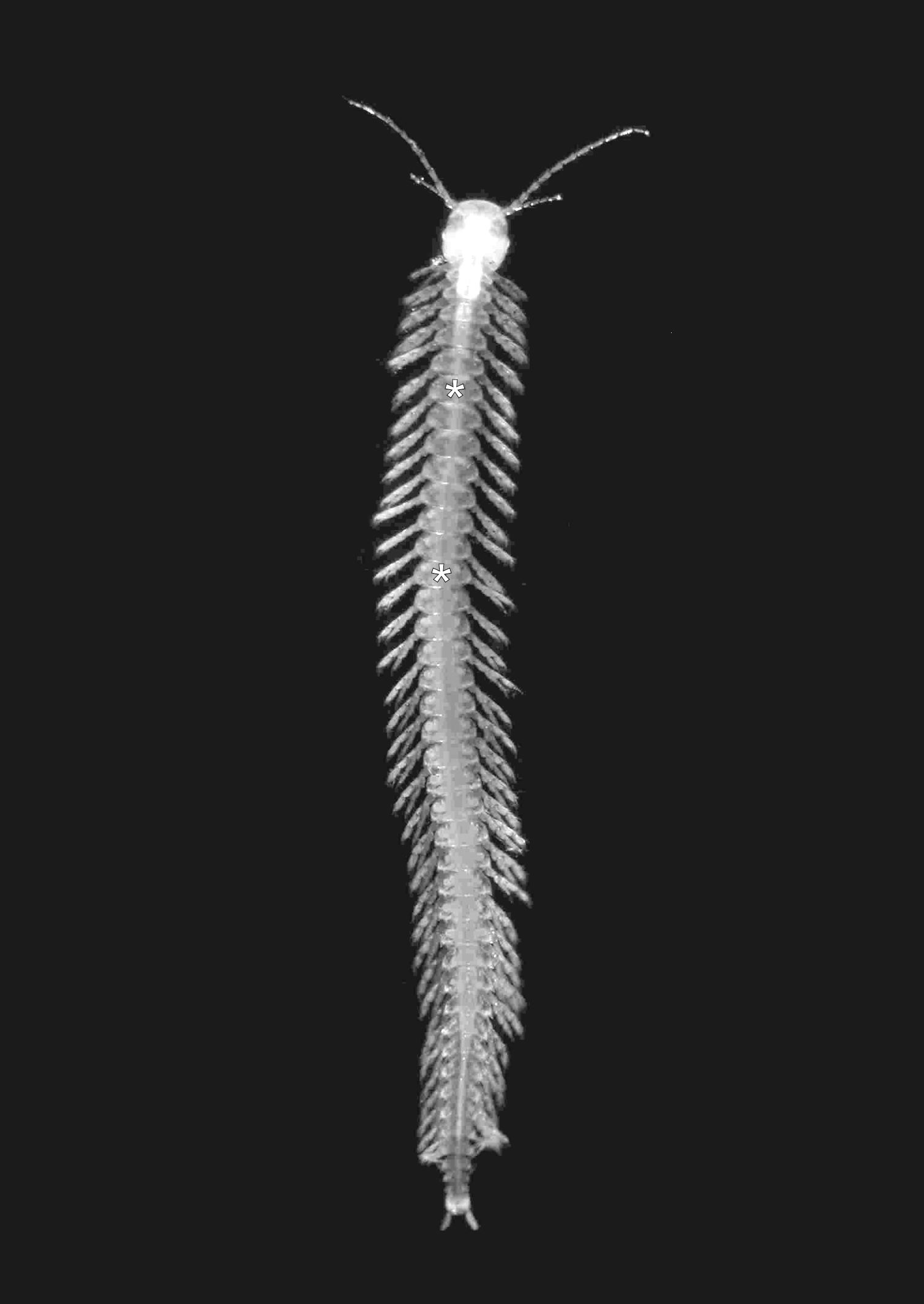
Speleonectes tanumekes, un rémipède (Remipedia)
Lernaeolophus sultanus, un copépode (Copepoda)
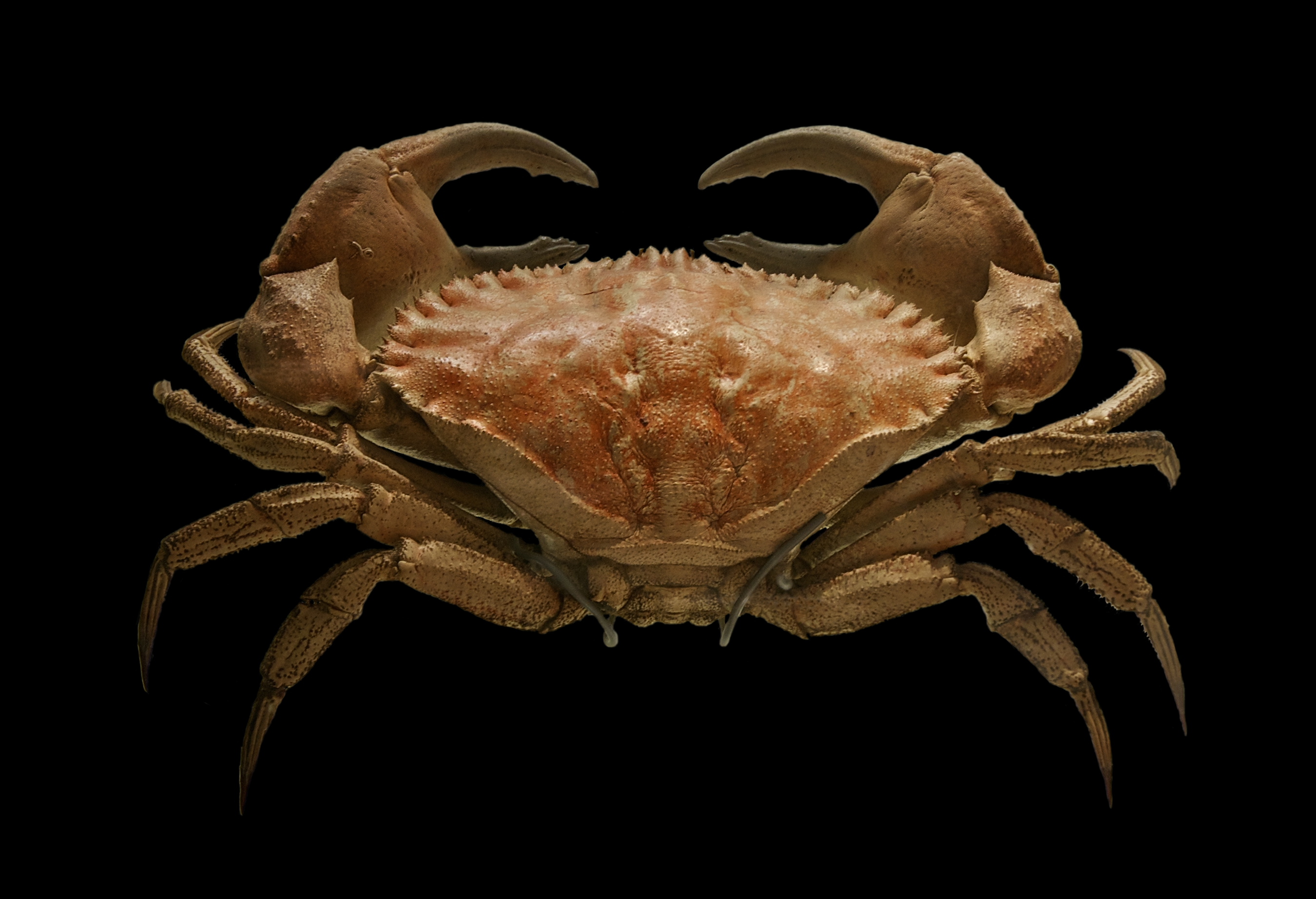
Cancer bellianus (en), un crabe (Malacostraca)
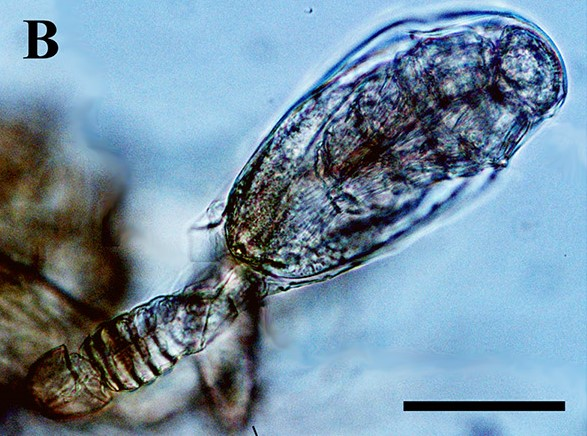
Un Tantulocarida
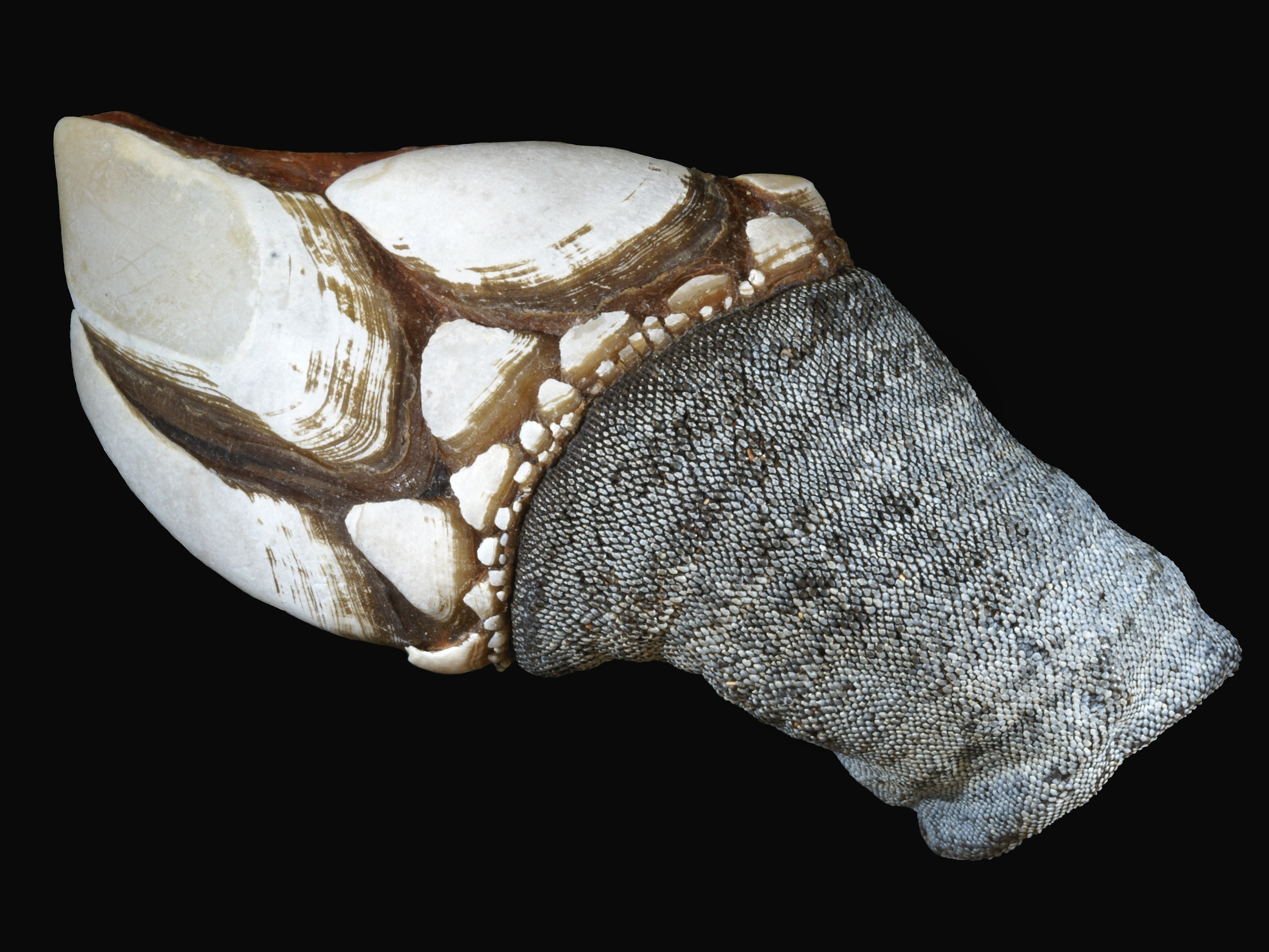
Pollicipes pollicipes, un Pouce-pied (Thecostraca)
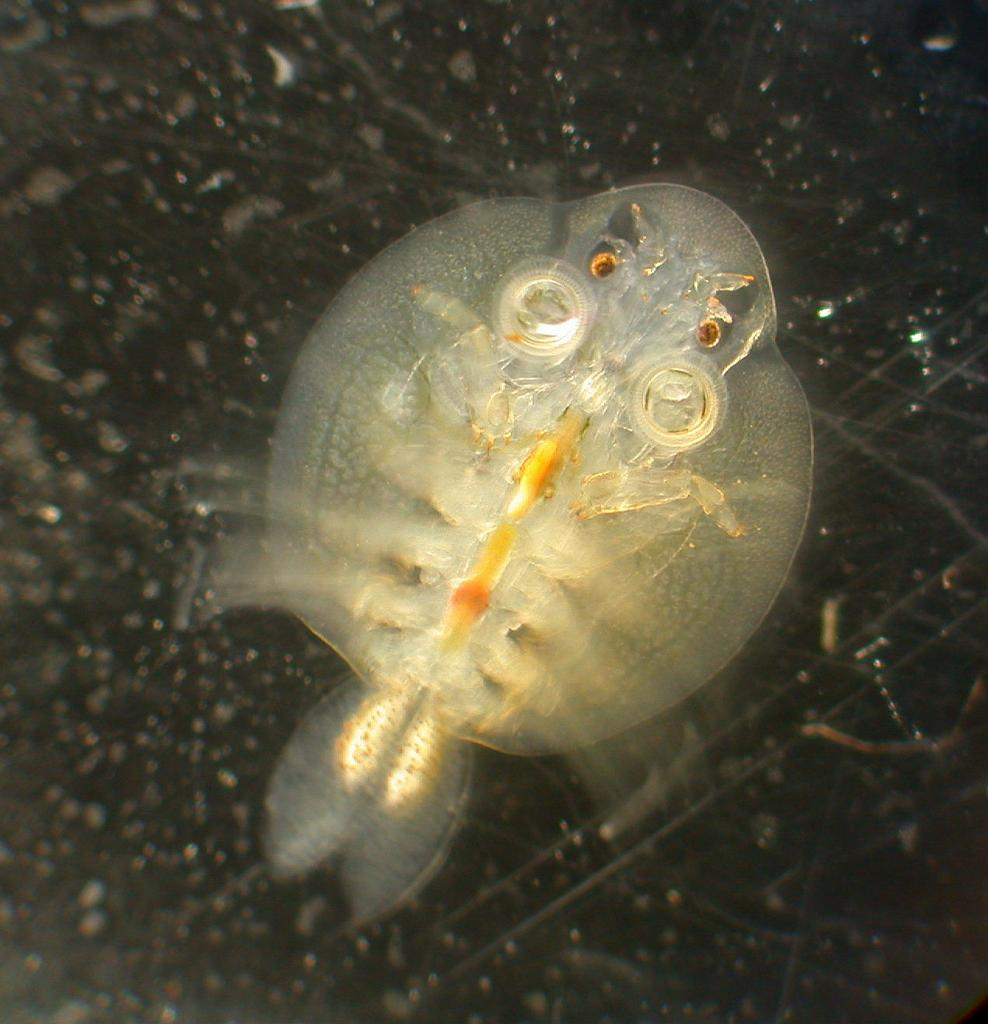
Argulus coregoni, un ichthyostracé (Ichthyostraca)
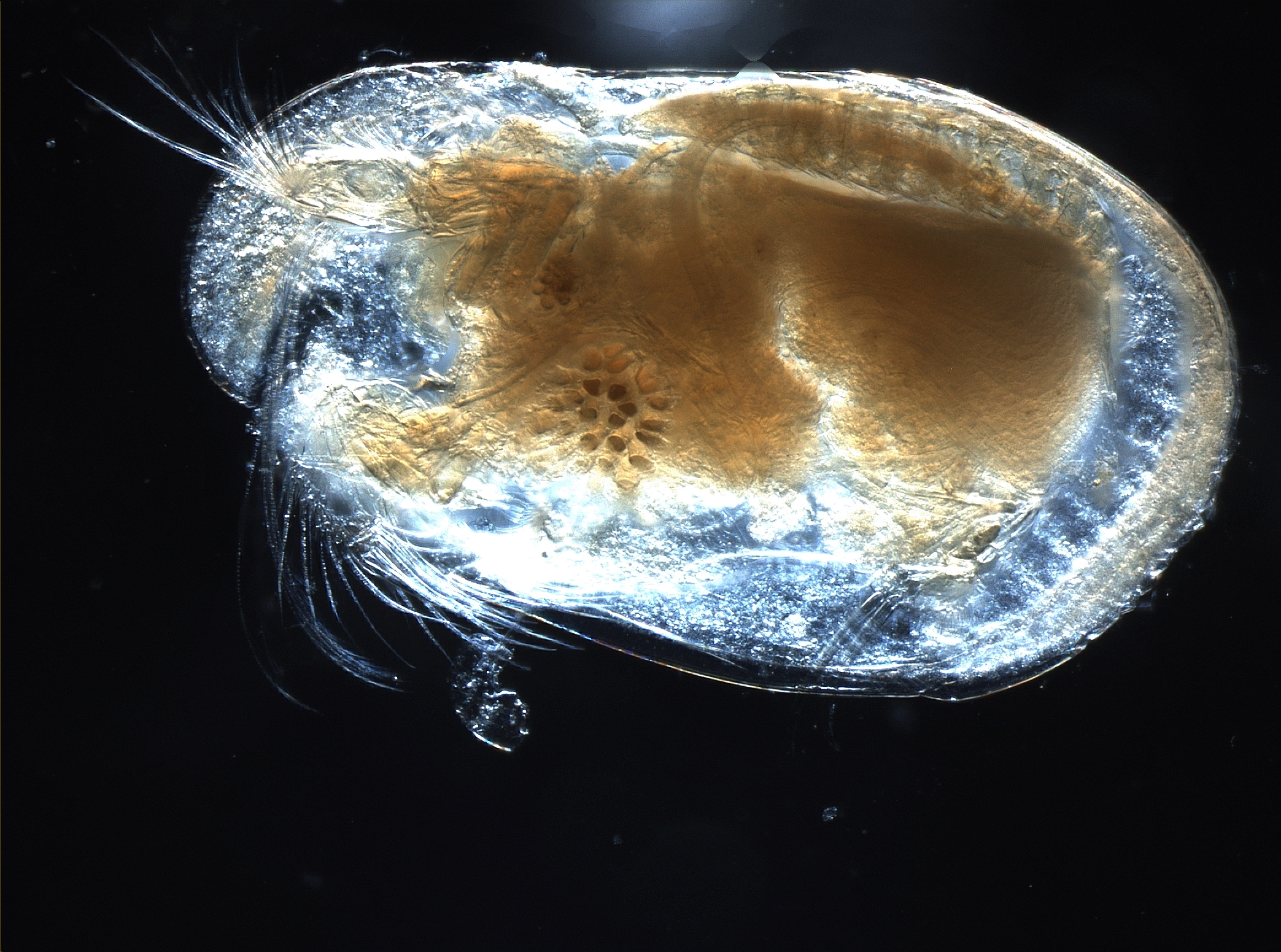
Un ostracode (Ostracoda)

## Écologie

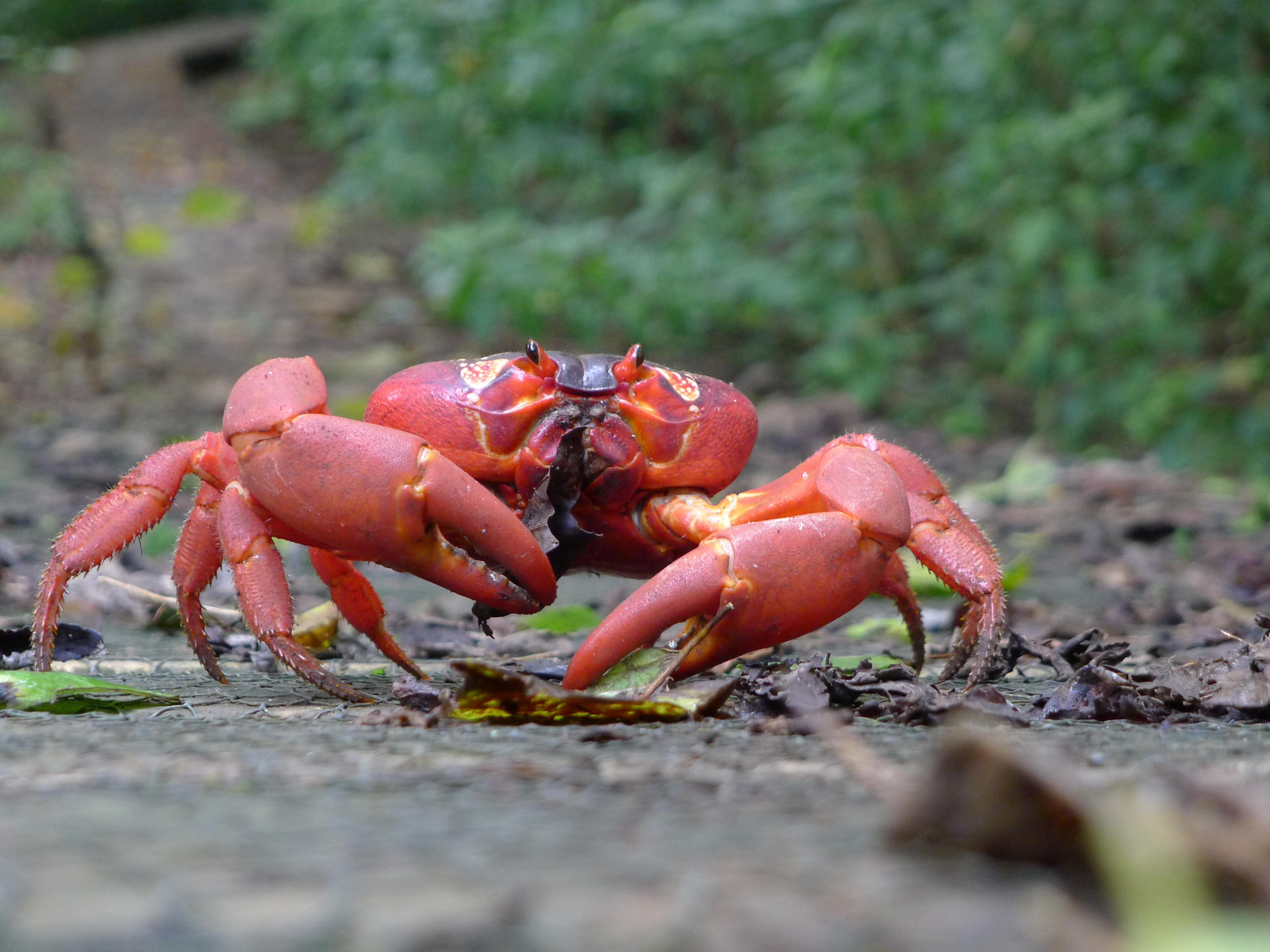
Migration du crabe Gecarcoidea natalis de l'île Christmas.

Les Crustacés sont presque omniprésents sur la planète où ils remplissent de nombreuses fonctions au sein des écosystèmes et rendent de multiples services écosystémiques à l'humanité.
Certaines espèces aquatiques (daphnies, copépodes, triops) sont adaptées aux milieux périodiquement exondés, grâce à des œufs très résistants, qui peuvent éventuellement être transportés et dispersés par les oiseaux ou d'autres espèces, mais elles sont néanmoins en voie de régression voire de disparition (Triops par exemple). Pour ces espèces, il est important que les mares et zones humides temporaires soient conservées, sans pollution, mais il faut aussi qu'elles soient biologiquement interconnectées, via des inondations ou cours d'eau temporaires, ou via des animaux transporteurs de propagules tels que les oiseaux (oiseaux migrateurs, s'il s'agit de longues distances),. Bien qu'incapables de voler, certains crustacés aquatiques survolent les terres émergées, des bras de mer emportés par les oiseaux par endozoochorie en général (sous forme d'œufs, dans leur intestin, en même temps éventuellement que des propagules ou spores de bactéries, champignons, protozoaires et algues. Ceci contribue à la résilience écologique des milieux et à la colonisation rapide de néomilieux (sur les iles volcaniques émergentes par exemple), mais cela permet aussi à des espèces exotiques d'être introduites dans un milieu éloigné du leur, elles peuvent éventuellement alors devenir invasives si elles s'adaptent à leur nouveau milieu. La mise en relation par des canaux ou les eaux de ballast de bassins versants différents est aussi un puissant facteur de dispersion (Dikerogammarus villosus - crevette tueuse ou gammare du Danube par exemple). Ainsi l'aire de répartition d'un crustacé peut aussi refléter celle des animaux qui les transportent.

## Perception de la douleur chez les Crustacés
Depuis le 1er mars 2018, le gouvernement suisse interdit de plonger les homards vivants dans l'eau bouillante. Ces crustacés doivent être étourdis préalablement soit par chocs électriques ou par destruction mécanique du cerveau dans le but de leur éviter une souffrance inutile.
Selon Robert Elwood, professeur émérite à l'École des sciences biologiques de l'Université Queen's de Belfast, les recherches tendent de plus en plus à démontrer que les Crustacés sont capables de percevoir la souffrance. Selon Maisie Tomlinson, directrice de la campagne Crustacean Compassion, il est estimé que certains crustacés, comme le crabe par exemple, mettent jusqu'à trois minutes pour perdre conscience lorsqu'ils sont plongés dans l'eau bouillante,.
Une autre étude de Robert Elwood a montré que lorsqu'un agent acide est déposé sur les antennes de crevettes roses (Palaemon elegans), cela provoque chez elles le toilettage et le pansage de la région affectée pendant plus de 5 minutes, ce qui pourrait être perçu comme une réponse protectrice à la douleur. Mais une étude menée précédemment par une autre équipe sur des crevettes similaires, a conclu à l'absence de récepteur de l'acidité sur les antennes.
Jonathan Birch, philosophe de la biologie à la London School of Economics, propose d’appliquer le principe de précaution à nos connaissances scientifiques sur la sensibilité et la conscience des autres animaux. Sans abaisser les standards scientifiques, ce principe conduit à inclure automatiquement dans nos lois de protection les espèces pour lesquelles on a démontré la présence d’au moins un indicateur crédible de sensibilité. Si nous avons de bonnes raisons de croire qu’une espèce de crabes est sensible, cela devrait être suffisant pour supposer que les crabes (plus de 4000 espèces) en général le sont. C’est donc l’ordre entier des décapodes que l’on doit inclure dans les lois de protection animale qui exigent de tuer les animaux rapidement en minimisant leurs souffrances. 

## Importance économique

### Pêche et aquaculture
Il importe de noter que les crustacés planctoniques (Copépodes, Euphausiacés notamment) assurent, pour l’essentiel, le transfert de l’énergie captée par le phytoplancton vers les niveaux trophiques plus élevés où se situent les espèces d’intérêt commercial. Ils jouent donc un rôle de premier plan pour les activités halieutiques.
De nombreuses espèces de Crustacés font l’objet d’une pêche très active (crabes, crevettes, langoustes, langoustines, homards, krill, écrevisses).
L’aquaculture intensive des crevettes pénéides principalement, à la suite des travaux de Hudinaga (1942) a connu un très fort développement dans les régions tropicales au cours des dernières décennies du XXe siècle.
En 2005, les captures (pêche) et production (aquaculture) au niveau mondial, ont été de respectivement de 6 × 106 tonnes et de 4 × 106 tonnes soit, au total, environ 6,4 % de l’ensemble des ressources aquatiques.

### Aquariologie
Les larves nauplius et métanauplius, voire les « adultes » d'Artemia salina, ainsi que les daphnies sont utilisés comme nourriture des poissons d’aquarium.

### Agents de salissure (fouling)
Plusieurs espèces, principalement des cirripèdes (balanes), s’installent sur les coques des navires, ce qui diminue leur vitesse, occasionne d’importants frais de carénage et l'utilisation de peintures antisalissures dont certaines, à base de tributylétain, se sont révélées très toxiques. Une coque de bateau de mer sera naturellement nettoyée de ses algues et crustacés marins en naviguant quelques jours en eaux fluviales.

### Sources de produits chimiques
La chitine ou des enzymes comme la phosphatase alcaline de la crevette Pandalus borealis.

### Agents de destruction du bois
En Europe c’est le petit Isopode Limnoria lignorum qui cause les plus importants dégâts.

### Santé
Des crustacés d’eau douce sont des hôtes intermédiaires dans le cycle de parasites de l’Homme : les crabes du genre Potamon pour Paragonimus ringeri (la douve pulmonaire) et des Copépodes pour Diphyllobothrium latum (un ténia).